# Zell am Main
Zell am Main település Németországban, azon belül Bajorországban. Lakosainak száma 4483 fő (2023. december 31.).

## Földrajza
Zell am Main Leinach, Hettstadt, Waldbüttelbrunn, Höchberg, Würzburg, Veitshöchheim és Margetshöchheim községekkel határos.

## Népesség
A település népessége az elmúlt években az alábbi módon változott:
| Lakosok száma | 1507 | 2813 | 3373 | 3226 | 4242 | 4247 | 4308 | 4370 | 4456 | 4483 |
|               | 1875 | 1950 | 1975 | 1987 | 2012 | 2014 | 2016 | 2017 | 2021 | 2023 |

### A község részei
- Oberzell
- Zell am Main

## Története
Írott forrásban elsőként 1128-ban tűnik fel  mint Cella.
1817-ben Friedrich Koenig és Andreas Bauer az oberzelli kolostorban rendezte be gépgyárát, a Koenig & Bauert. Ez volt Németország első nyomdagépgyára.

## Galléira

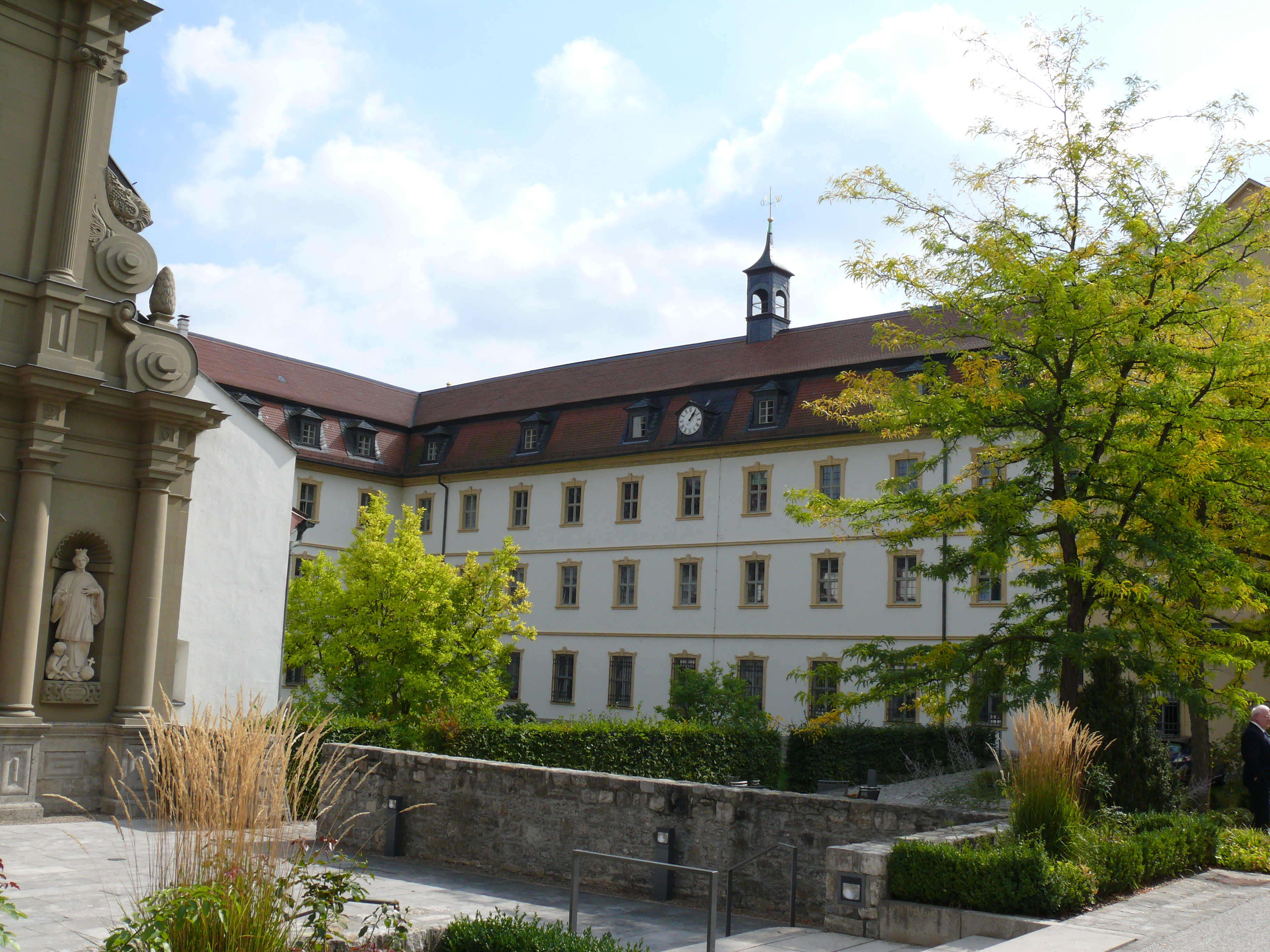
Az oberzelli kolostor